# Congrès des communautés russes
Le Congrès des communautés russes (en russe : Конгресс русских общин, Kongress rousskikh obchtchin) (KRO) est un parti politique russe qui n'existe plus.